# Wolfgang Weber
Wolfgang Weber   (Sławno, 26 de juny de 1944) fou un futbolista alemany de la dècada de 1960.
Fou 53 cops internacional amb la selecció alemanya amb la qual participà en la Copa del Món de futbol de 1966 i a la Copa del Món de futbol de 1970.
Pel que fa a clubs, defensà els colors de 1. FC Köln amb 356 partits de lliga jugats.

## Referències

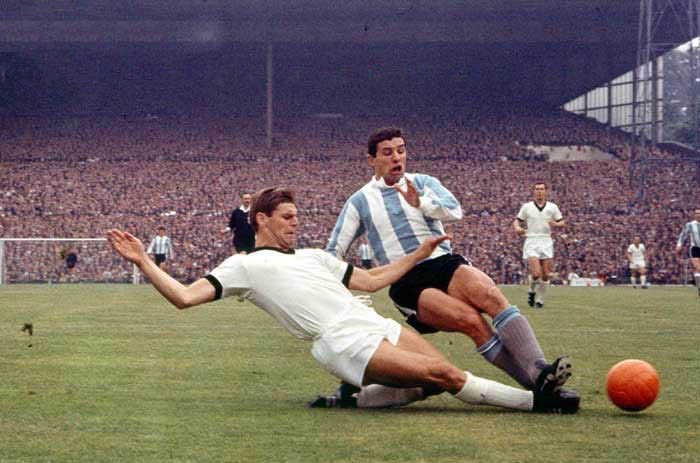
Wolfgang Weber i Luis Artime en un partit del Mundial 1966.